# جوناثان ياغر
جوناثان ياغر (بالفرنسية: Jonathan Jäger)‏ (مواليد 23 مايو 1978 في ميتز - فرنسا) لاعب كرة قدم فرنسي يلعب حاليا لصالح نادي الدرجة الأولى فرايبورغ الألماني منذ 2007 في مركز المهاجم .

## روابط خارجية
- جوناثان ياغر على موقع رابطة كرة القدم الفرنسية للمحترفين (الإنجليزية)
- جوناثان ياغر على موقع قاعدة بيانات كرة القدم.إي يو (الإنجليزية)
- جوناثان ياغر على موقع بيانات كرة القدم. دي إي (الألمانية)
- جوناثان ياغر على موقع Soccerway.com (الإنجليزية)
- جوناثان ياغر على موقع عالم كرة القدم.نت (الإنجليزية)